# 45299 Stivell
45299 Stivell este o planetă minoră (asteroid) din centura de asteroizi. A fost descoperită pe 6 ianuarie 2000 la Observatorul Kleť de Miloš Tichý⁠(d) și a fost numită după Alan Stivell⁠(d). 
Obiectul prezintă o orbită caracterizată de o semiaxă mare de 2,5653300437867 UAi, o excentricitate de 0,19, o înclinație de 4,8 ° în raport cu ecliptica.